# Home Nations Championship 1901
Die Ausgabe 1901 des Turniers Home Nations Championship in der Sportart Rugby Union (das spätere Five Nations bzw. Six Nations) fand vom 5. Januar bis zum 16. März statt. Turniersieger wurde Schottland, das mit Siegen gegen alle anderen Teilnehmer die Triple Crown schaffte.

## Teilnehmer
| Land       | Stadion                        | Stadt             | Kapitän                       |
| ---------- | ------------------------------ | ----------------- | ----------------------------- |
| England    | Rectory Field                  | Blackheath        | John Taylor / William Bunting |
| Irland     | Lansdowne Road                 | Dublin            | Louis Magee                   |
| Schottland | Inverleith                     | Edinburgh         | Mark Morrison                 |
| Wales      | Cardiff Arms Park / St Helen’s | Cardiff / Swansea | Billy Bancroft                |

## Tabelle
|    | Land       | Spiele | Siege | Unent. | Ndlg. | Spiel- punkte | Diff. | Tabellen- punkte |
| -- | ---------- | ------ | ----- | ------ | ----- | ------------- | ----- | ---------------- |
| 1. | Schottland | 3      | 3     | 0      | 0     | 45:16         | + 29  | 6                |
| 2. | Wales      | 3      | 2     | 0      | 1     | 31:27         | + 4   | 4                |
| 3. | Irland     | 3      | 1     | 0      | 2     | 24:25         | − 1   | 2                |
| 4. | England    | 3      | 0     | 0      | 3     | 9:41          | − 32  | 0                |

## Ergebnisse
| 5. Januar 1901 | Wales                              | 13 : 0        | England | Cardiff Arms Park, Cardiff Zuschauer: 40.000 Schiedsrichter: A. Turnbull (Schottland) |
| 5. Januar 1901 | Versuche: Hodges Nicholls Williams | (5:0) Bericht |         | Cardiff Arms Park, Cardiff Zuschauer: 40.000 Schiedsrichter: A. Turnbull (Schottland) |

| 9. Februar 1901 | Schottland                                                             | 18 : 8         | Wales                                      | Inverleith, Edinburgh Zuschauer: 10.000 Schiedsrichter: Rupert Jeffares sr. (Irland) |
| 9. Februar 1901 | Versuche: Flett Gillespie (2) Turnbull Erhöhungen: Flett Gillespie (2) | (10:0) Bericht | Versuche: Boots Lloyd Erhöhungen: Bancroft | Inverleith, Edinburgh Zuschauer: 10.000 Schiedsrichter: Rupert Jeffares sr. (Irland) |

| 9. Februar 1901 | Irland                                            | 10 : 6        | England                                   | Lansdowne Road, Dublin Zuschauer: 8.000 Schiedsrichter: Graham Findlay (Schottland) |
| 9. Februar 1901 | Versuche: Davidson Gardiner Erhöhungen: Irwin (2) | (5:3) Bericht | Versuche: Robinson Straftritte: Alexander | Lansdowne Road, Dublin Zuschauer: 8.000 Schiedsrichter: Graham Findlay (Schottland) |

| 23. Februar 1901 | Schottland                    | 9 : 5         | Irland                             | Inverleith, Edinburgh Schiedsrichter: George Harnett (England) |
| 23. Februar 1901 | Versuche: Gillespie Welsh (2) | (9:5) Bericht | Versuche: Doran Erhöhungen: Irvine | Inverleith, Edinburgh Schiedsrichter: George Harnett (England) |

| 9. März 1901 | England            | 3 : 18         | Schottland                                                     | Rectory Field, Blackheath Zuschauer: 20.000 Schiedsrichter: Rupert Jeffares sr. (Irland) |
| 9. März 1901 | Versuche: Robinson | (0:15) Bericht | Versuche: Fell Gillespie Timms Welsh Erhöhungen: Gillespie (3) | Rectory Field, Blackheath Zuschauer: 20.000 Schiedsrichter: Rupert Jeffares sr. (Irland) |

| 16. März 1901 | Wales                                            | 10 : 9        | Irland                         | St Helen’s, Swansea Schiedsrichter: George Harnett (England) |
| 16. März 1901 | Versuche: Alexander (2) Erhöhungen: Bancroft (2) | (5:9) Bericht | Versuche: Davidson Freear Ryan | St Helen’s, Swansea Schiedsrichter: George Harnett (England) |